# 日本クラブバスケットボール連盟
日本クラブバスケットボール連盟（にほんクラブバスケットボールれんめい）は、日本国内におけるクラブチームのバスケットボール連盟。日本バスケットボール協会への加盟団体。1983年発足した全国クラブバスケットボール連盟が前身。1986年、日本クラブバスケットボール連盟に改称した。現在の会長は逢沢一郎。

## 概要と歴史
1983年の第9回全国クラブチームバスケットボール選手権大会初日の3月20日に「全国クラブバスケットボール連盟」として設立された。
1986年、日本クラブバスケットボール連盟に改称した。

## 組織構成
日本国内を9地域（地区）に分けて、それぞれに地区連盟が統括している。
- 北海道クラブバスケットボール連盟
- 東北クラブバスケットボール連盟
- 関東クラブバスケットボール連盟
- 東海クラブバスケットボール連盟
- 北信越クラブバスケットボール連盟
- 近畿クラブバスケットボール連盟
- 中国クラブバスケットボール連盟
- 四国クラブバスケットボール連盟
- 九州クラブバスケットボール連盟

## 主催大会
- 全日本クラブバスケットボール選手権大会
- 全日本クラブバスケットボール選抜大会
- 全日本クラブシニアバスケットボール選手権大会